# Dosolo
Dosolo là một đô thị tại tỉnh Mantova trong vùng Lombardia của Italia, có vị trí cách khoảng 130 km về phía đông nam của Milano và khoảng 25 km về phía tây nam của Mantova. Tại thời điểm ngày 31 tháng 12 năm 2004, đô thị này có dân số 3.265 người và diện tích là 26 km².
Đô thị Dosolo có các frazioni (các đơn vị trực thuộc, chủ yếu là các làng) Correggioverde and Villastrada.
Dosolo giáp các đô thị: Gualtieri, Guastalla, Luzzara, Pomponesco, Suzzara, Viadana.